# Abborrsjöarna
Abborrsjöarna är en sjö i Hudiksvalls kommun i Hälsingland och ingår i Delångersåns huvudavrinningsområde. Sjön är 6,2 meter djup, har en yta på 0,193 kvadratkilometer och är belägen 102 meter över havet.

## Delavrinningsområde
Abborrsjöarna ingår i det delavrinningsområde (685057-153931) som SMHI kallar för Utloppet av Sättjärasjön. Medelhöjden är 116 meter över havet och ytan är 5,39 kvadratkilometer. Räknas de 15 avrinningsområdena uppströms in blir den ackumulerade arean 76,54 kvadratkilometer. Storån (Hårån) som avvattnar avrinningsområdet har biflödesordning 3, vilket innebär att vattnet flödar genom totalt 3 vattendrag innan det når havet efter 52 kilometer. Avrinningsområdet består mestadels av skog (80 procent) och jordbruk (10 procent). Avrinningsområdet har 0,34 kvadratkilometer vattenytor vilket ger det en sjöprocent på 6,3 procent.